# Auquainville
Auquainville és un antic municipi francès situat al departament de Calvados i a la regió de Normandia. L'any 2018 tenia 295 habitants. Des del 1r de gener de 2016 es va integrar com municipi delegat en el municipi nou de Livarot-Pays-d'Auge que en reunir vint-i-dos antics municipis, és el més gros de tots els municipis nous.

## Demografia
El 2007 la població de fet d'Auquainville era de 301 persones. Hi havia 168 habitatges, 110 habitatges principals, 56 segones residències i 2 desocupats. Hi havia 107 famílies. La població ha evolucionat segons el següent gràfic:

## Economia
El 2007 la població en edat de treballar era de 189 persones, 153 eren actives i 36 eren inactives.
Dels 8 establiments que hi havia el 2007, 1 era d'una empresa extractiva, 1 d'una empresa de fabricació d'altres productes industrials, 2 d'empreses de construcció, 2 d'empreses de comerç i reparació d'automòbils, 1 d'una empresa de serveis i 1 d'una empresa classificada com a «altres activitats de serveis».
L'any 2000 hi havia 17 explotacions agrícoles que conreaven un total de 320 hectàrees.

## Equipaments sanitaris i escolars
El 2009 hi havia una escola elemental integrada dins d'un grup escolar amb les comunes properes formant una escola dispersa.